# Przesmyki (gmina)
Pour les articles homonymes, voir Przesmyki.
Przesmyki est une gmina rurale (gmina wiejska) de la powiat de Siedlce, dans la Voïvodie de Mazovie, dans le centre-est de la Pologne.
Son siège administratif (chef-lieu) est le village de Przesmyki, qui se situe environ 25 kilomètres au nord-est de Siedlce (siège de la powiat) et 109 kilomètres à l'est de Varsovie (capitale de la Pologne).
La gmina couvre une superficie de 117,13 km2 pour une population de 3 694 habitants en 2006.

## Histoire
De 1975 à 1998, la gmina est attachée administrativement à la voïvodie de Siedlce.

Depuis 1999, elle fait partie de la voïvodie de Mazovie.

## Géographie
La gmina inclut les villages et localités de :

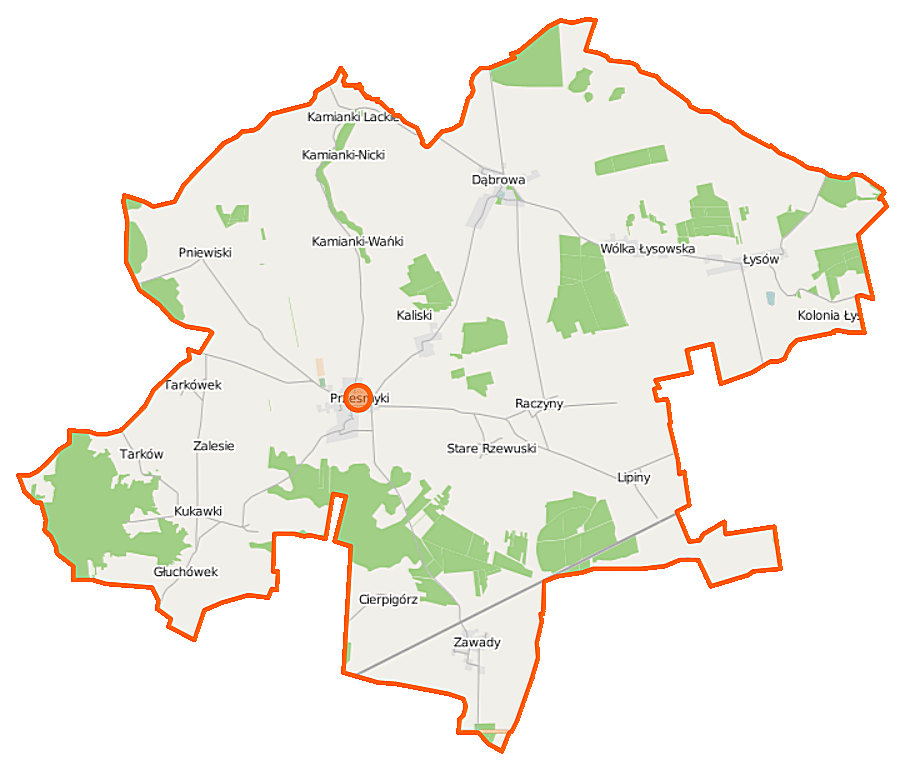
Plan de la gmina

- Cierpigórz
- Dąbrowa
- Głuchówek
- Górki
- Kaliski
- Kamianki Lackie
- Kamianki-Czabaje
- Kamianki-Nicki
- Kamianki-Wańki
- Kolonia Łysowa
- Kukawki
- Lipiny
- Łysów
- Pniewiski
- Podraczynie
- Przesmyki
- Raczyny
- Stare Rzewuski
- Tarków
- Tarkówek
- Wólka Łysowska
- Zaborów
- Zalesie
- Zawady

### Gminy voisines
La gmina de Przesmyki est voisine des gminy suivantes :
- Korczew
- Łosice
- Mordy
- Paprotnia
- Platerów

## Structure du terrain
D'après les données de 2002, la superficie de la commune de Przesmyki est de 117,13 km2, répartis comme telle :
- terres agricoles : 76%
- forêts : 19%

La commune représente 7,31% de la superficie du powiat.

## Démographie
Données du 30 juin 2004 :
| Description        | Total  | Total | Femmes | Femmes | Hommes | Hommes |
| ------------------ | ------ | ----- | ------ | ------ | ------ | ------ |
| Unité              | Nombre | %     | Nombre | %      | Nombre | %      |
| Population         | 3 744  | 100   | 1 838  | 49,1   | 1 906  | 50,9   |
| Densité (hab./km²) | 32     | 32    | 15,7   | 15,7   | 16,3   | 16,3   |